# Alley oop
Alley oop – zagranie w koszykówce.

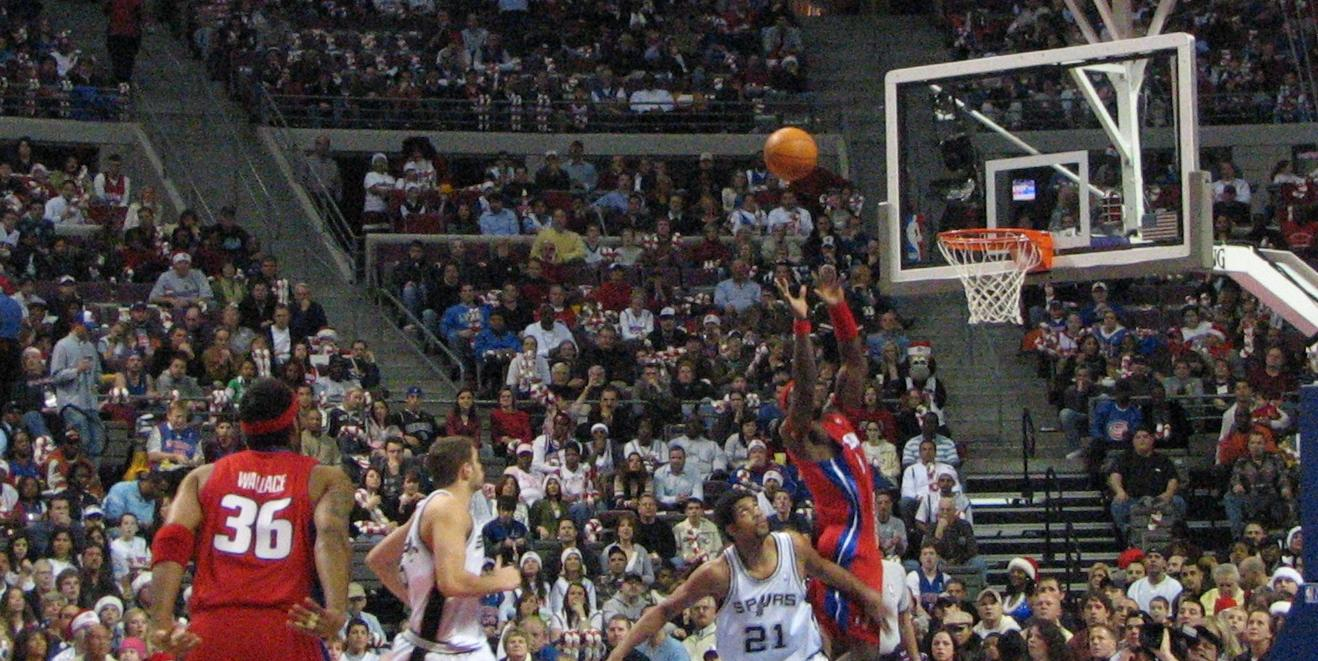
Alley oop w wykonaniu zawodników Detroit Pistons

Rodzaj podania piłki w okolice kosza, zakończonego zdobyciem punktów. Atakujący odbiera podanie alley oop od rozgrywającego będąc w wyskoku, kończy zagranie przed opadnięciem na parkiet.
Alley oop zazwyczaj wykonuje dwóch zawodników, ale koszykarz może wyrzucić sobie w ten sposób piłkę samemu, odbijając ją od tablicy czy od parkietu.